# SGP/Lohner E1
SGP/Lohner E1 – typ tramwaju produkowanego w zakładach Lohner (od 1972 Rotax) (numery taborowe 4461–4560) i Simmering-Graz-Pauker (numery taborowe 4631–4868) w latach 1968–1976. Jedynym odbiorcą było przedsiębiorstwo w Wiedniu. Stanowiły ulepszenie produkowanych od 1959 roku tramwajów typu E, będących licencyjną wersją niemieckiego Düwag GT6. Od 1970 roku montowano w nich półautomatyczny system sterowania jazdą Geamatic. W latach osiemdziesiątych wyposażenie wagonów poddano głębokiej modernizacji wprowadzając wiele układów elektronicznych do sterowania wagonów, dzięki temu uzyskano dużo lepsze warunki bezpieczeństwa pasażerów i pracy motorniczego. 
Typ E1 może być łączony z doczepami typu c3. Zyskuje się wtedy dodatkowe 32 miejsca siedzące i 75 stojących. Doczepa ma długość 14 700 mm, szerokość taką jak E1, a waży 11 600 kg. Wszystkie zostały wyprodukowane w zakładach Lohner w latach 1959–1962.
Po wymianie taboru w Wiedniu, wagony E1 zostały sprzedane za granicę, w tym do Polski. 
MPK w Krakowie posiada i użytkuje od 2004 roku 75 wagonów typu E1 i 65 doczep typu c3.
Tramwaje Śląskie posiadają obecnie i użytkują 4 wagonów typu SGP E1, w których przeprowadzono remonty i zmieniono zewnętrzną stylistykę pojazdów. Wprowadzono je do użytku w 2011 roku. Od 15 marca 2021 tramwaje zostają wyłączone z użytkowania.
Tramwaje tego typu jeżdżą również w Sarajewie.

## Galeria

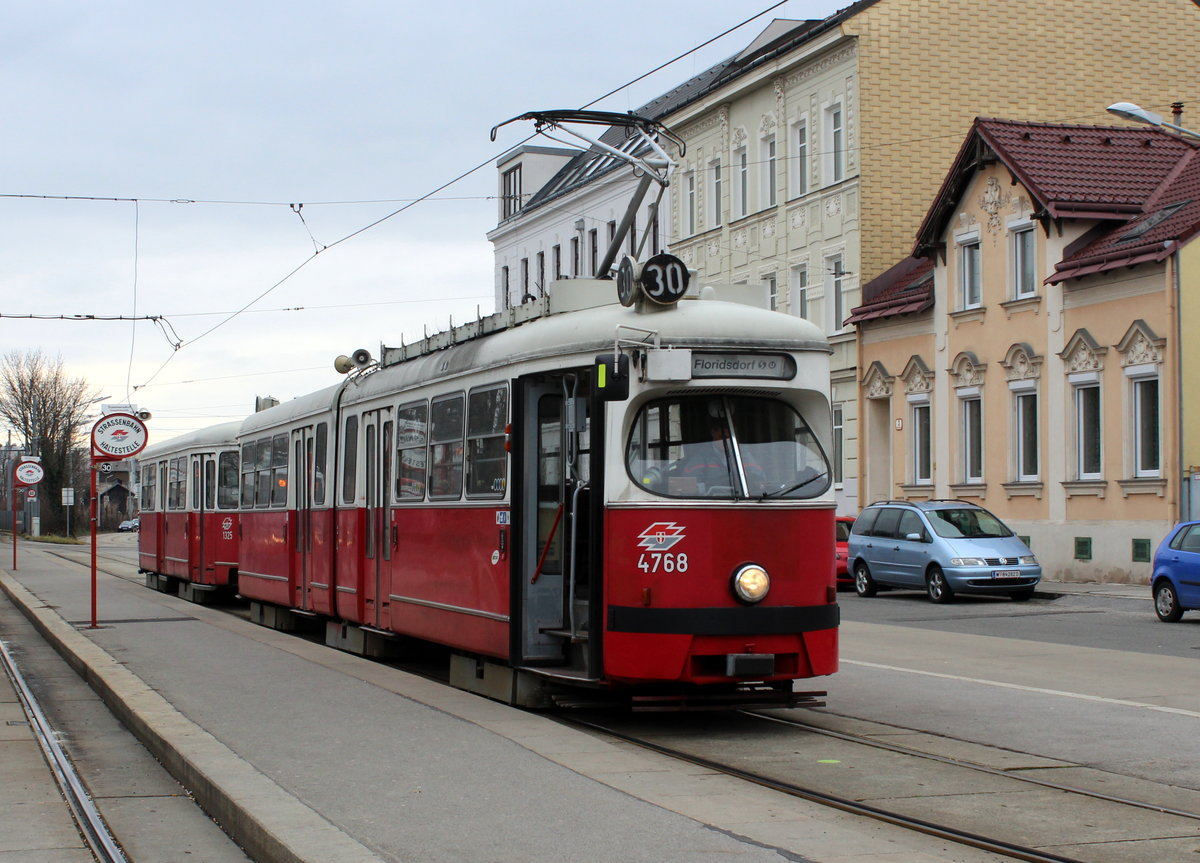
SGP E1 w Wiedniu
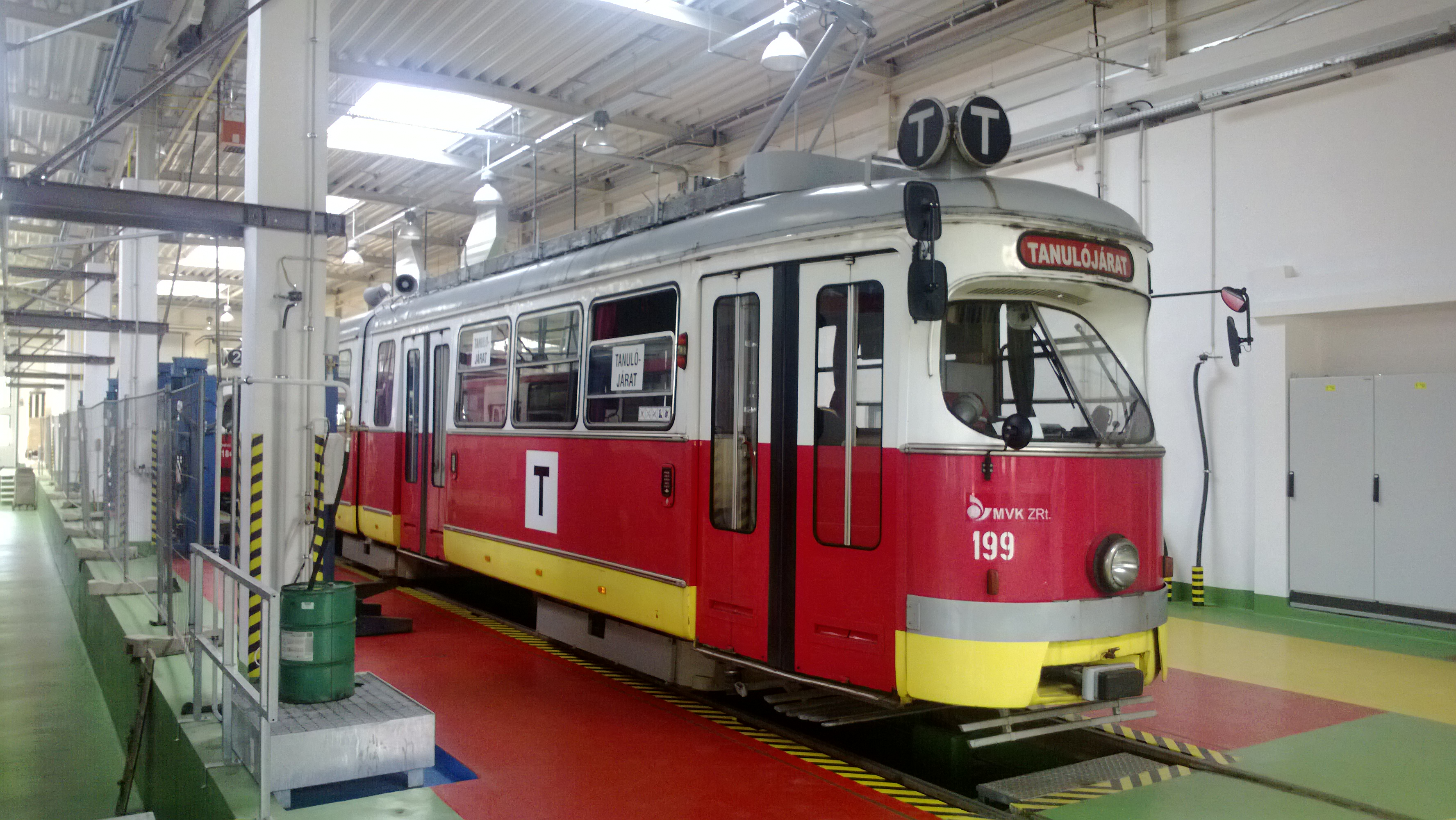
SGP E1 w Miszkolcu
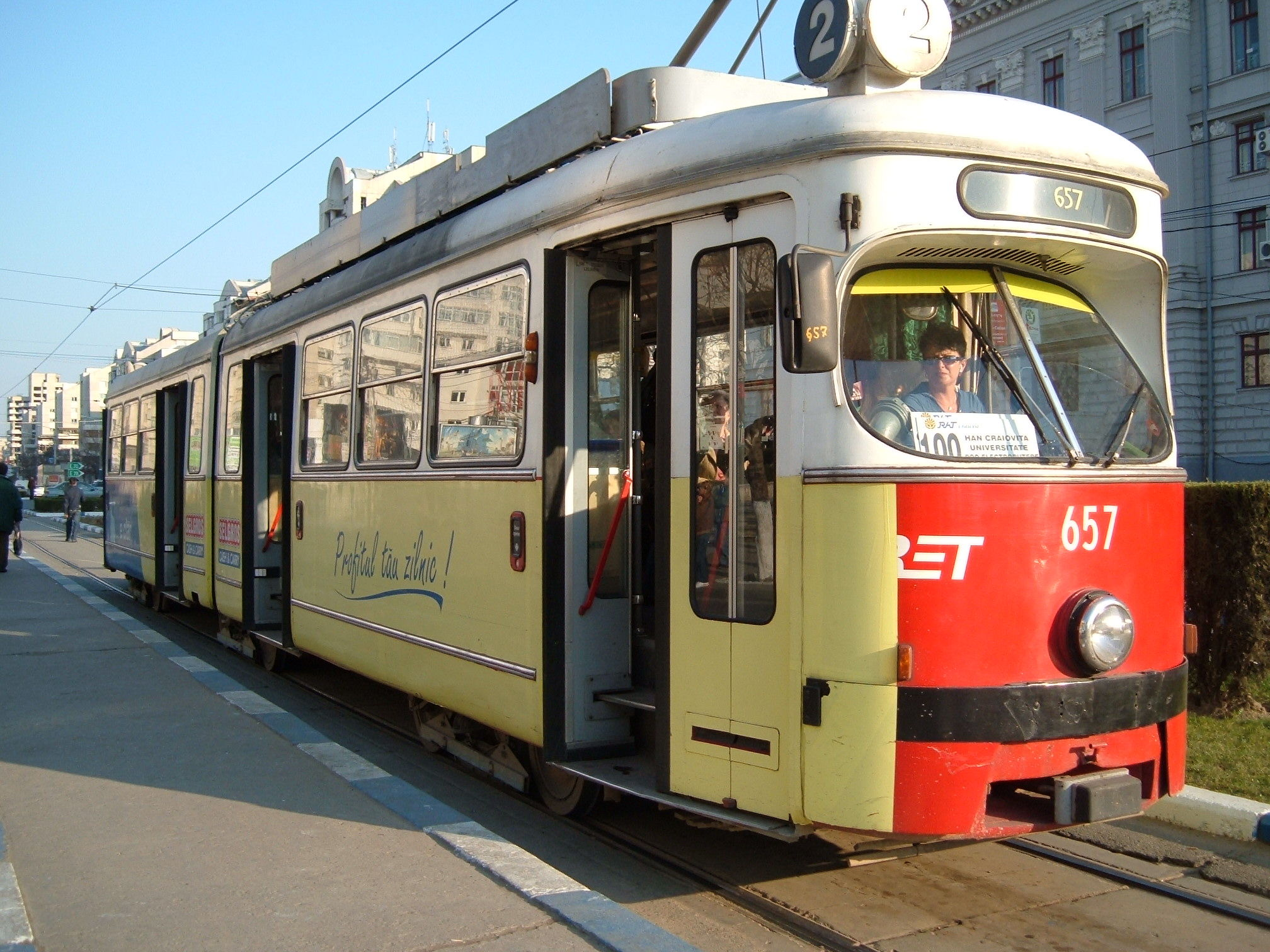
SGP E1 w Krajowej
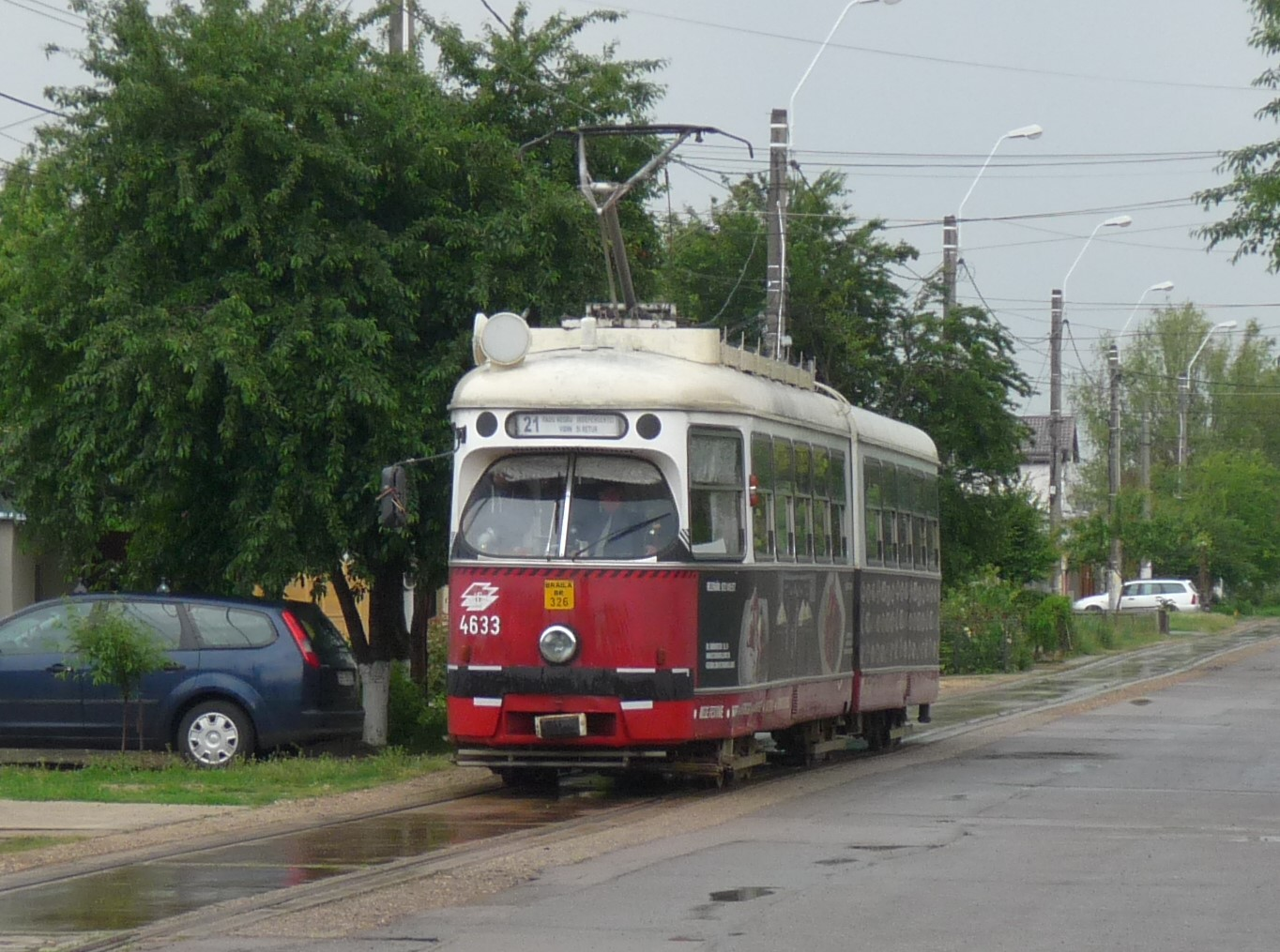
SGP E1 w Braile
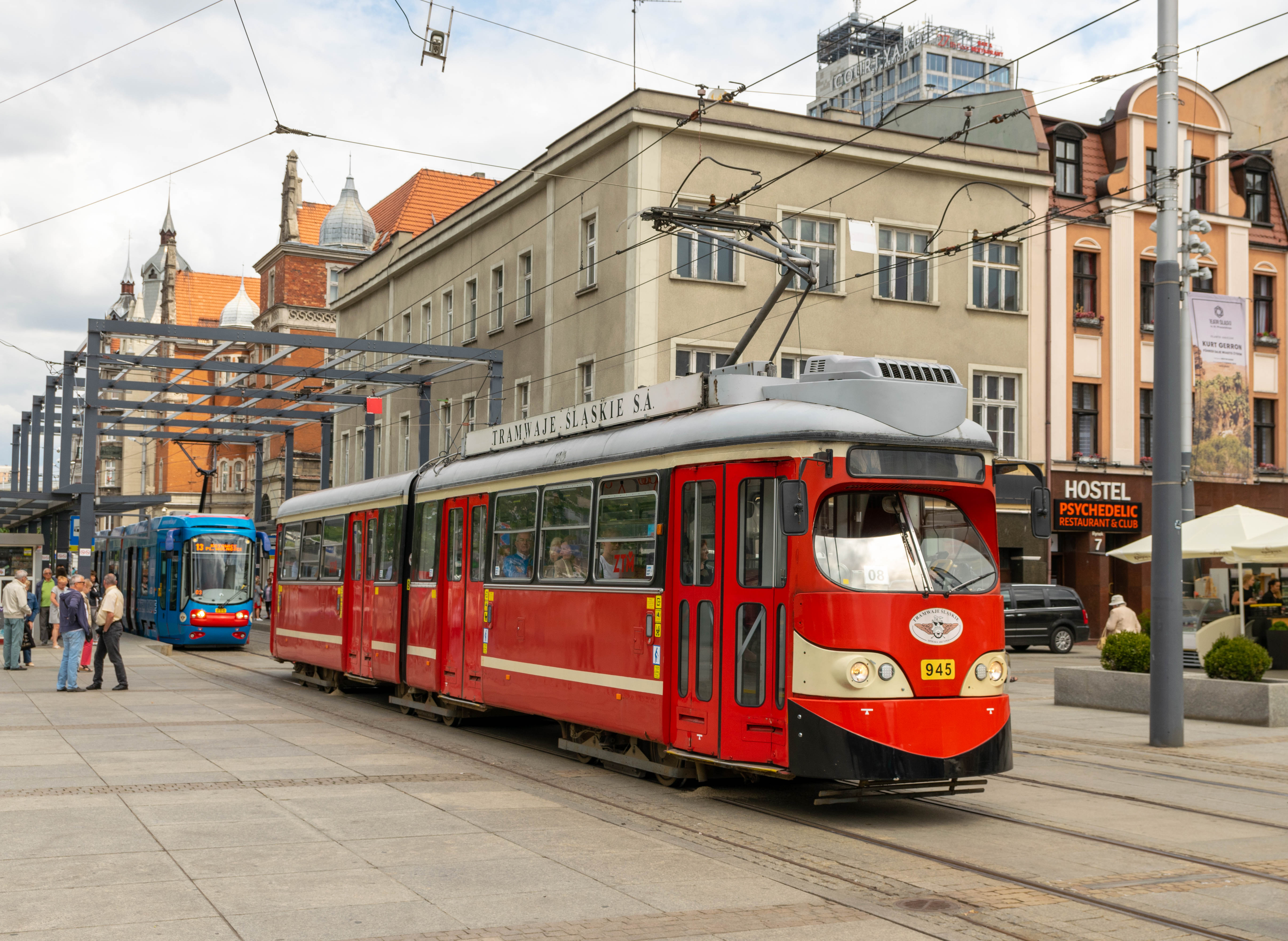
SGP E1 w Katowicach
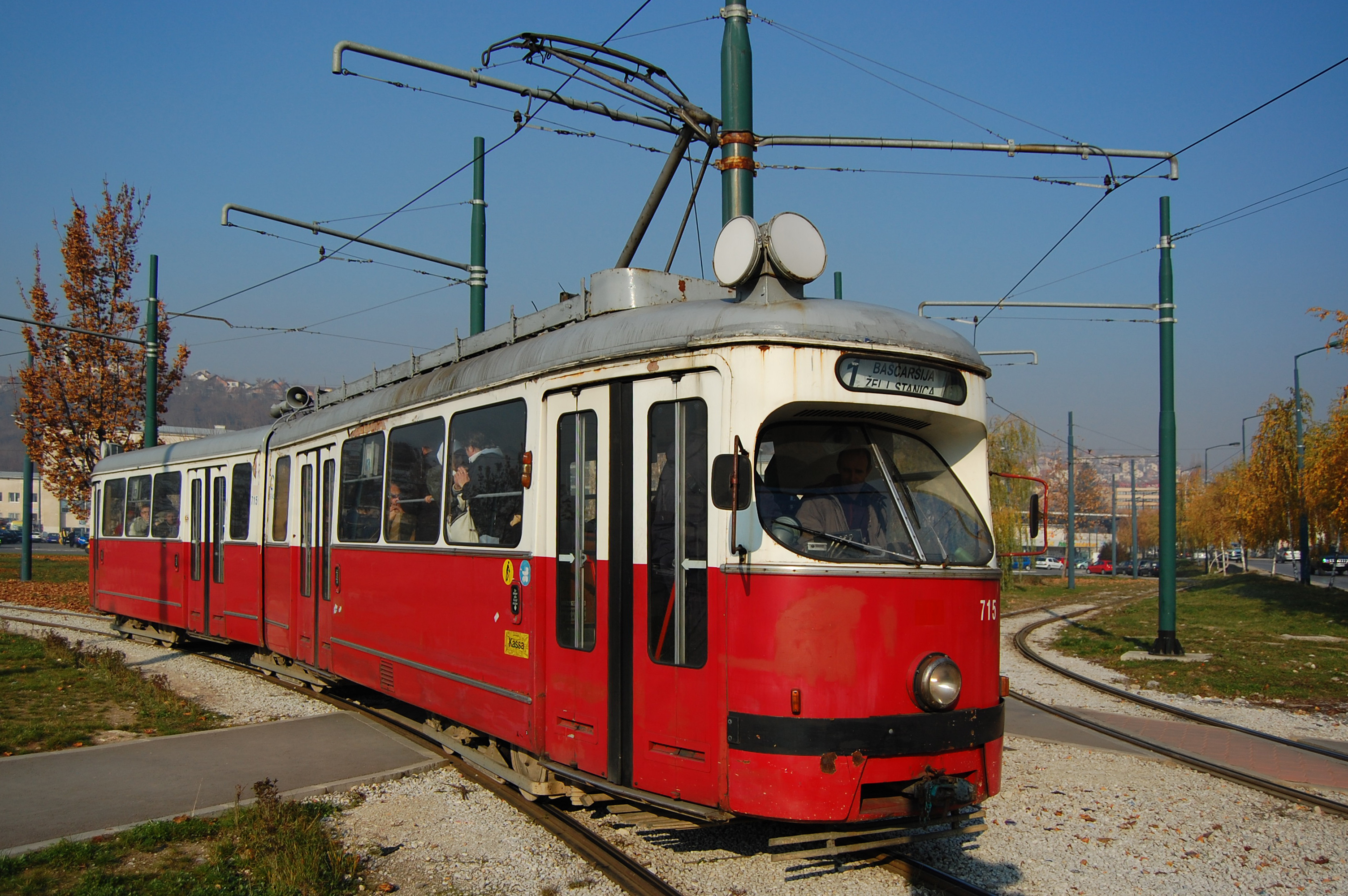
SGP E1 w Sarajewie
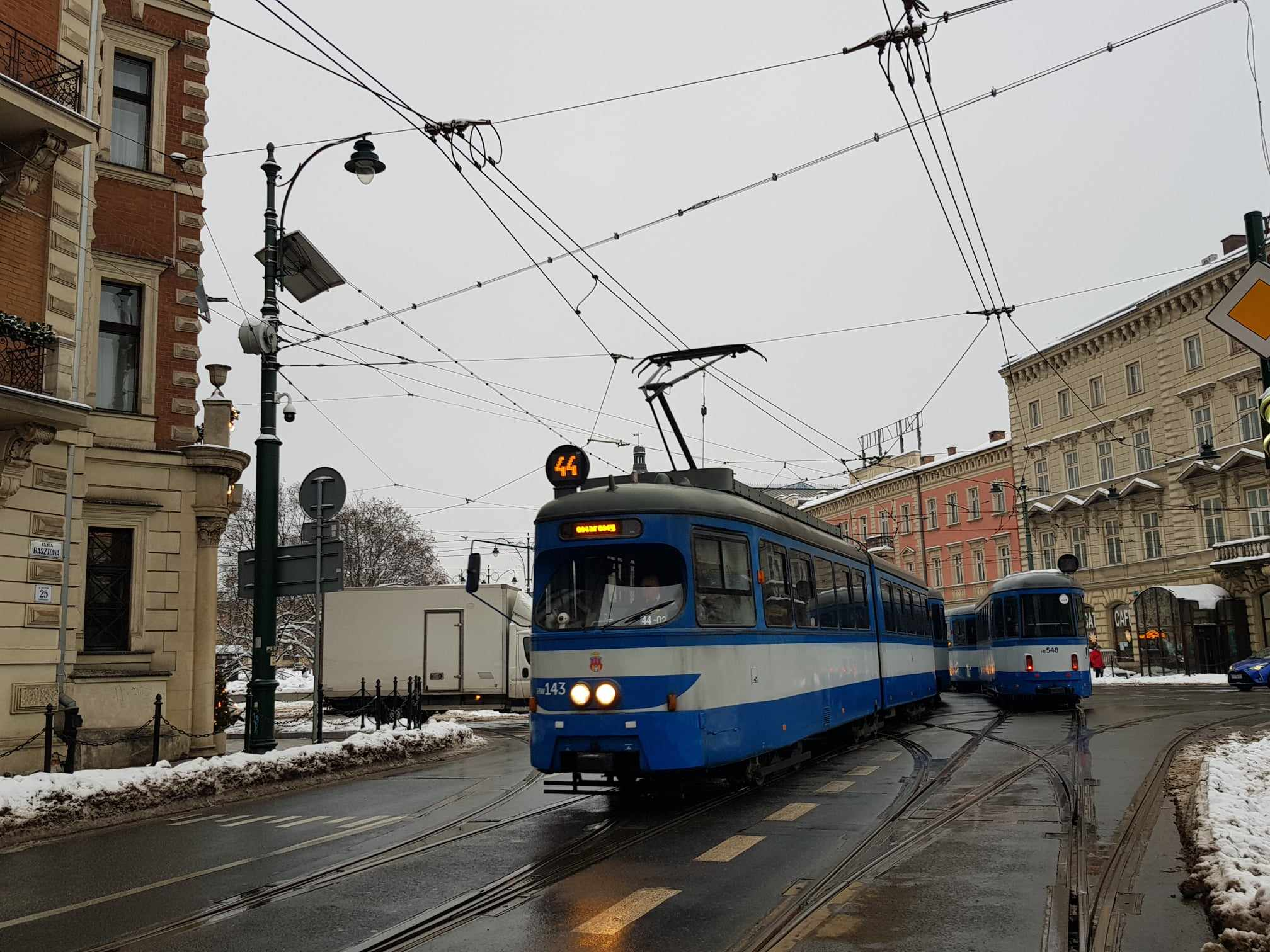
SGP E1 przy ulicy Lubicz w Krakowie